# 上马恩省
上马恩省（法語：Haute-Marne，法語發音：[ot maʁn] ⓘ）是法國大东部大区所轄的省份，得名于马恩河。該省編號為52。